# Rhynchospora schmidtii
Rhynchospora schmidtii är en halvgräsart som beskrevs av Georg Kükenthal. Rhynchospora schmidtii ingår i släktet småag, och familjen halvgräs. Inga underarter finns listade i Catalogue of Life.